# Садове (Куп'янський район)
Садо́ве — село в Україні, у Куп'янському районі Харківської області. Входить до складу Кіндрашівської сільської громади. Населення становить 59 осіб.

## Географія
Село Садове розташоване на відстані 2 км від річки Оскіл (правий берег), вище за течією на відстані 2 км розташоване місто Куп'янськ, нижче за течією за 2 км — село Осиново. Село примикає до великого садового масиву. Поруч проходить автомобільна дорога Р79.

## Історія
- 1917 — дата заснування як села Агробаза.
- 1994 — перейменоване в село Садове.
- До 2020 року орган місцевого самоврядування— Грушівська сільська рада.
- 12 червня 2020 року, відповідно до розпорядження Кабінету Міністрів України № 725-р «Про визначення адміністративних центрів та затвердження територій територіальних громад Харківської області», увійшло до складу Кіндрашівської сільської територіальної громади[1].

## Населення

### Мова
Розподіл населення за рідною мовою за даними перепису 2001 року:
| Мова       | Кількість | Відсоток |
| ---------- | --------- | -------- |
| українська | 57        | 96.61%   |
| російська  | 2         | 3.39%    |
| Усього     | 59        | 100%     |